# Vermoeden van Andrica
Het vermoeden van Andrica (genoemd naar Dorin Andrica) is een vermoeden ten aanzien van priemgetalhiaten tussen priemgetallen.

Het vermoeden van Andrica stelt dat de ongelijkheid:
{\displaystyle {\sqrt {p_{n+1}}}-{\sqrt {p_{n}}}<1}
geldt voor alle {\displaystyle n}, waarin {\displaystyle p_{n}} het {\displaystyle n}-de priemgetal is.
Als
{\displaystyle g_{n}=p_{n+1}-p_{n}}
het {\displaystyle n}-de priemgetalhiaat weergeeft, kan het vermoeden van Andrica worden herschreven als
{\displaystyle g_{n}<{\sqrt {p_{n+1}}}+{\sqrt {p_{n}}}}

## Voetnoten
1. ↑   D. Andrica, Note on a conjecture in prime number theory. (Notitie over een vermoeden in de priemgetaltheorie Studia Univ. Babes-Bolyai Math. 31 (1986), nr. 4, 44--48.